# ドラゴンボール 摩訶不思議大冒険
『ドラゴンボール 摩訶不思議大冒険』（ドラゴンボール まかふしぎだいぼうけん）は、1988年7月9日に公開された『ドラゴンボール』の劇場版第3作目。
夏休み東映まんがまつりの1つとして上映されており、同時上映作は『ビックリマン 無縁ゾーンの秘法』『闘将!!拉麵男』『仮面ライダーBLACK 恐怖!悪魔峠の怪人館』。

## 解説
邦画配給収入6億3000万円、観客動員数190万人。1996年初頭時点におけるビデオ販売本数は2万4千本。
形式は原作の内容を再構成させて練り直した、いわばオリジナルの総集編であり、『DRAGON BALL大全集』にも「天津飯と餃子の身分設定、ミーファン帝国の存在、大武術大会の開催など、TV版との相違点がもっとも顕著。TV版とは全く別の世界でのドラマ」と書かれている。第1作目の『ドラゴンボール 神龍の伝説』と似た構成だが、登場人物が原作の人物に固定され、性格はそのままに設定を大幅に改変させているのが最大の特徴。そのため映画オリジナルのキャラクターは登場しない。
初期のタイトル案は『魔訶不思議アドベンチャー』、初期プロットには『魔訶不思議アドベンチャー（仮）』とある。

## あらすじ
ミーファン国皇帝（餃子）の花嫁ランランが行方不明となり、ミーファン国大臣（鶴仙人）はランラン捜索のためにドラゴンボールを集めようと画策する。各地へ兵を派兵したミーファン国は、ドラゴンボールの捜索のために現地の住人まで駆り出し強制労働や虐殺などを繰り返していた。
一方で、この時期ミーファン国で開かれる武道大会で優勝すると褒章が貰えるという。ウパとボラは国の非道を正す目的で、亀仙人の弟子となった孫悟空とクリリンは腕試しのために武道大会へと赴くのであった。

## 登場人物
孫悟空
声 - 野沢雅子
武道家を目指して亀仙人のもとで修行をする少年。日頃の修行の成果を試すため、武術大会の開催されるミーファン帝国に向かう。
クリリン
声 - 田中真弓
悟空と共に亀仙人のもとで修行をしている少年。悟空とは大の親友でありライバルでもある。
亀仙人（武天老師）
声 - 宮内幸平
温かい目で悟空とクリリンを見守る世界一の武術の達人。スケベ爺さんで若い娘に目が無い。
ランチ
声 - 小山茉美
くしゃみで性格が入れ替わる不思議な女の子。盗賊で亀仙人のもとに身を寄せている。
ブルマ
声 - 鶴ひろみ
ドラゴンボールを探すためにミーファン帝国にやって来た冒険好きな女の子。メカの天才だが性格はキツい。
ヤムチャ
声 - 古谷徹
元盗賊の若き武道家。女性が苦手で硬派な性格である。ブルマのボーイフレンド。
ウーロン
声 - 龍田直樹
ブルマたちの仲間。何にでも変身できる能力を持っている。亀仙人並みのスケベな性格。
プーアル
声 - 渡辺菜生子
盗賊時代からのヤムチャの子分で常に慕っている。変化の術が得意で技術はウーロンよりも上。
ウパ
声 - 堀江美都子
カリンからやって来た臆病だが優しい少年。鶴仙人が狙っている最後のドラゴンボールを持っている。
ボラ
声 - 銀河万丈
ウパの父で屈強な肉体を持つ戦士。鶴仙人に苦しめられている人々を救うために武術大会に参加して皇帝への直訴を試みる。武道大会ではヤムチャに勝利するが桃白白に殺されてしまう。最後は神龍の力で生き返った。
天津飯
声 - 鈴置洋孝
武術指南役にして餃子の付き人。孤独で寂しい思いをしている餃子と友達になりテレパシーの術を教える。どんな時でもすぐに餃子のもとに駆けつける心優しい性格であるが、真の正体は鶴仙人の弟子で手下であり、自分を信頼している皇帝の餃子を騙していることに心を痛める。鶴仙人から皇帝の餃子を抹殺することを命じられるが、逆に鶴仙人を気功砲で引き飛ばした。
餃子
声 - 江森浩子
ミーファン帝国の幼い皇帝。ずっと孤独な思いをしていたが、天津飯と仲良くなり友達同士になる。純粋で天津飯達を信頼しきっており帝国の危機に気付いていない。ランランという花嫁（ぬいぐるみ）がいるが行方不明になっている。
鶴仙人
声 - 永井一郎
世界征服を企むミーファン帝国の大臣で、武術の達人。幼い皇帝の餃子を騙し帝国を意のままに操っている。ランランの捜索のためという名目で自身の野望のためにミーファン帝国軍にドラゴンボール探索を行わせるとともに、罪の無い人々を捕らえては捜索の重労働を強いている。
桃白白（タオパイパイ）
声 - 大塚周夫
人を殺すことを何とも思わない非道な殺し屋。鶴仙人の実弟で天津飯の師匠でもある。兄の陰謀を邪魔する者を抹殺する役目を担っており、目的のためにはどんな手段でも選ばない。
ブルー将軍
声 - 古川登志夫
ランランの捜索を行うミーファンの近衛兵の指揮官。強引な捜査を行ったり、抵抗する者を蹴散らすなど傲慢な面もあるが、本編よりはまともな人物で、大臣が幼い皇帝を利用して国を我が物にしているのを憂慮している。目で敵の動きを静止させる術を持つ。皇帝の前で大臣を糾弾しようとしたが、桃白白の舌の一撃で殺されてしまう。
メタリック軍曹
声 - 青森伸
ミーファン帝国の軍人で大きな身体と怪力の持ち主のロボット。鶴仙人の命令に絶対服従する。
ピラフ、シュウ、マイ
声 - 千葉繁、玄田哲章、山田栄子
鶴仙人に取り入ろうとする3人組。冒頭のみ登場し、ドラゴンボールの在処を映し出す巨大なドラゴンレーダーを開発するが、用済みとなり桃白白に襲われ絶叫する（その後の生死は不明）。
カリン様
声 - 永井一郎
カリン塔に住む仙人。桃白白に敗れてカリン塔まで飛ばされてきた悟空を諭した。
神龍
声 - 内海賢二
ドラゴンボールを集めるとどんな願でも叶えてくれるという伝説上の龍。ミーファン帝国の湖に住むという。
則巻アラレ、ガッちゃん
声 - 小山茉美、中野聖子
ペンギン村の住民。本作では桃白白が被害にあう。

## スタッフ
- 製作総指揮 - 今田智憲
- 原作 - 鳥山明（週刊少年ジャンプ連載）
- 企画 - 七條敬三
- 製作担当 - 岸本松司
- 脚本 - 由木義文
- 音楽 - 菊池俊輔
- 原画 - 江口寿志、海老沢幸男、富永真理、内山正幸、山室直儀 他
- 撮影監督 - 池上元秋
- 編集 - 福光伸一
- 録音 - 二宮健治
- 美術監督 - 池田祐二、山元健生、高田茂祝
- 作画監督 - 前田実
- 監督 - 竹之内和久

## 主題歌
オープニングテーマ - 「魔訶不思議アドベンチャー」
作詞 - 森由里子 / 作曲 - いけたけし / 編曲 - 田中公平 / 歌 - 高橋洋樹
エンディングテーマ - 「ドラゴンボール伝説」
作詞 - 泉鬼角 / 作曲 - いけたけし / 編曲 - 京田誠一 / 歌 - 高橋洋樹

## 映像ソフト
いずれも東映ビデオより発売。
- VHS
  - 1988年12月9日に発売。
- DVD
  - DRAGON BALL 劇場版 DVDBOX DRAGON BOX THE MOVIES
    - 2006年4月14日発売。

  - DRAGON BALL THE MOVIES #17 ドラゴンボール 摩訶不思議大冒険
    - 2009年3月13日発売。
- Blu-ray
  - DRAGON BALL THE MOVIES Blu‐ray ♯08
2019年1月9日発売。

## 関連書籍
- ジャンプ・アニメコミックス ドラゴンボール 摩訶不思議大冒険 - 集英社、1995年3月22日、ISBN 4-8342-1317-X